# دیسک‌پران

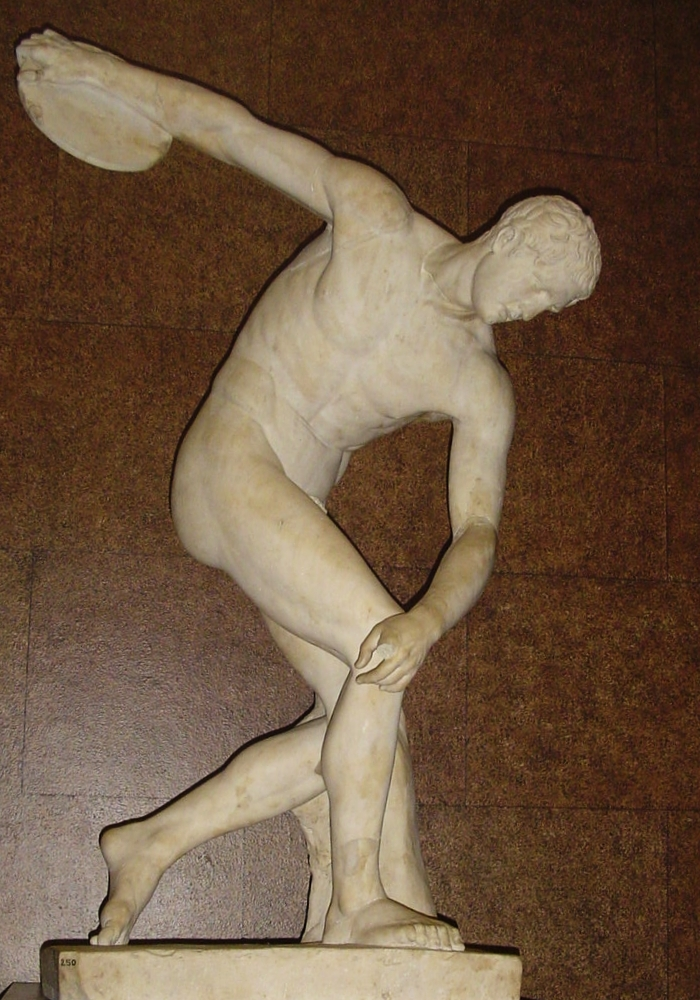
کپی رومی دیسک‌پران در موزه بریتانیا جهت سر به اشتباه بازسازی شده است. این نسخه را رومیان دوران باستان هم اندازه نسخه اصلی ولی از جنس مرمر ساختند که در کاوش‌های باستان‌شناسی ویلا آدریانا، مجموعهٔ بزرگ باستانی رومی در تیولیِ ایتالیا در سال ۱۷۹۰ توسط انگلیسی‌ها کشف شد و هم اکنون جزو گنجیه‌های باارزش موزه بریتانیا بشمار رفته و در این محل نگهداری می‌شود.

مجسمه دیسک‌پران ، دیسک‌انداز، دیسکوبولوس یا پرتاب دیسک (به یونانی: Δισκοβόλος، Diskobólos ؛ به انگلیسی: Discobolus) یک مجسمه یونان باستان است که توسط مایرون در پایان دوره شدید حدود ۴۶۰–۴۵۰ پیش از میلاد ساخته شد. مجسمه اصلی یونانی از جنس برنز بود که از بین رفته‌است اما از طریق از کپی‌های متعدد ساخته شده در روم باستان این مجسمه به خوبی شناخته شده‌است. این کپی‌ها در هر دو مقیاس کامل یا کمی کوچکتر ساخته شده‌اند. نسخه مقیاس کامل از سنگ مرمر و نسخه کمی کوچکتر از برنز است.

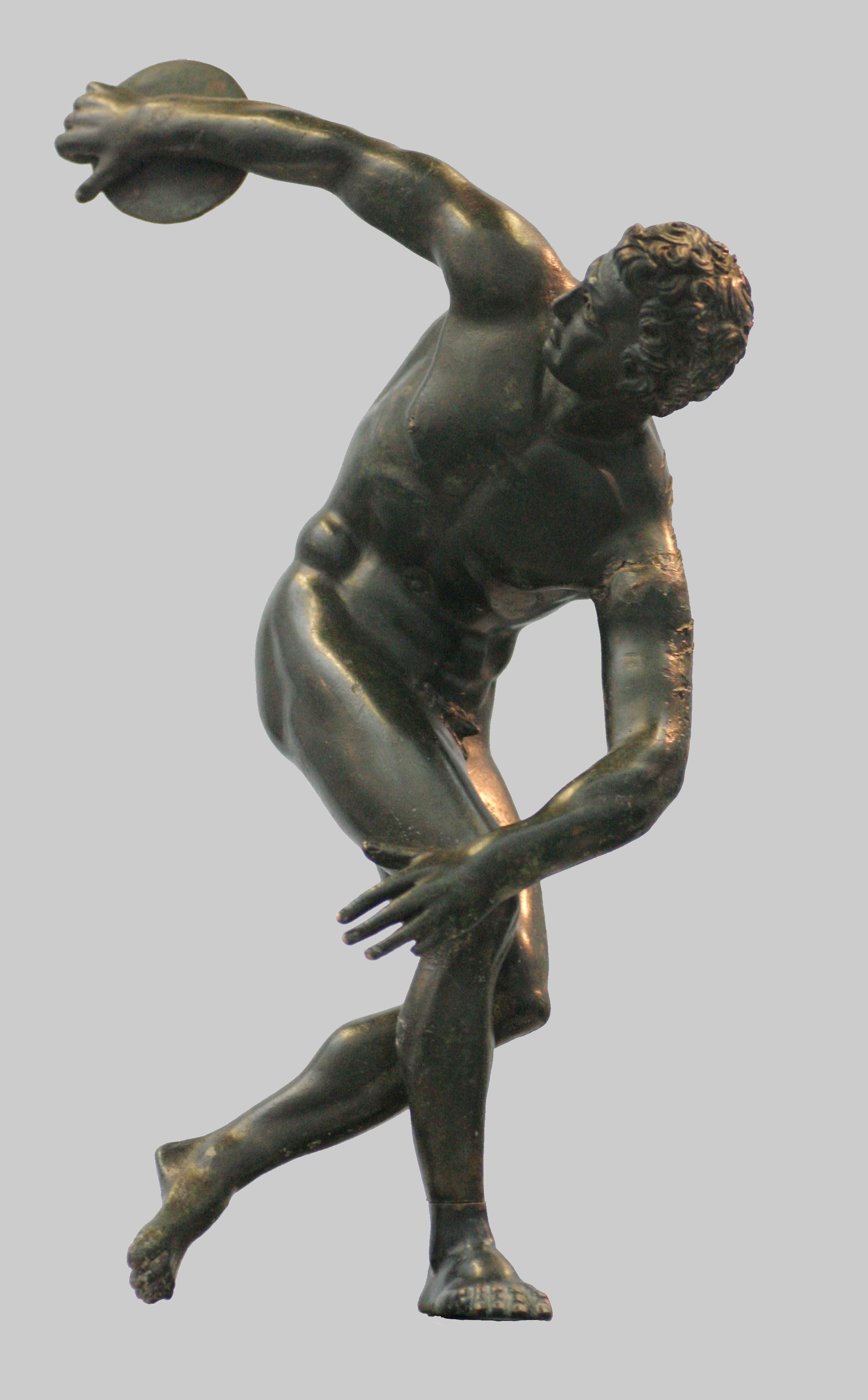
نسخه رومی دیسک‌پران مایرون از برنز و کمی کوچکتر از اثر اصلی، سده دوم میلادی. گلیپتوتهک، مونیخ، آلمان.

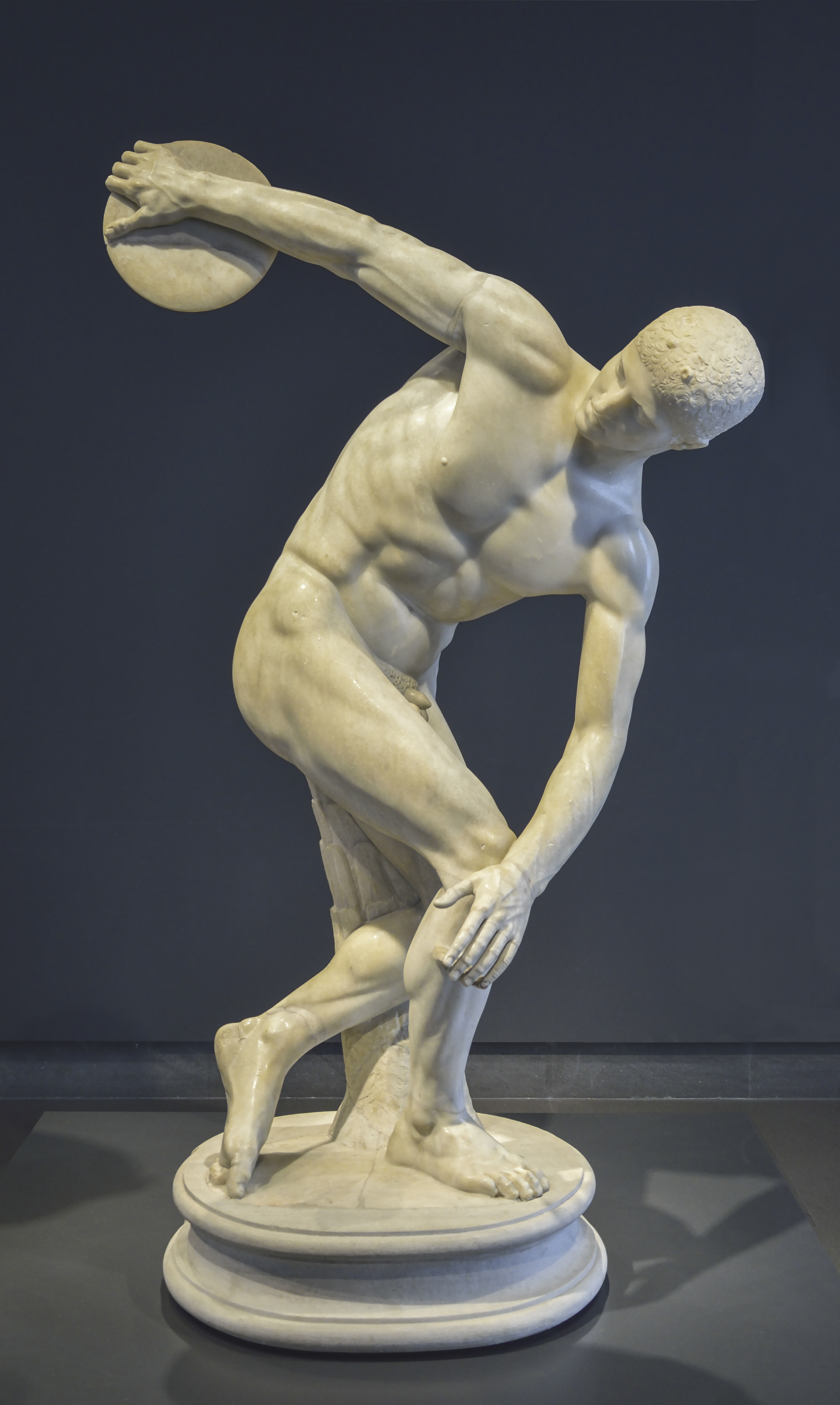
یک نسخه کپی شده از جنس مرمر در دوره رومیایی از پیکره دیسک‌پران که ارتفاع آن ۱۶۰ سانتی‌متر است.

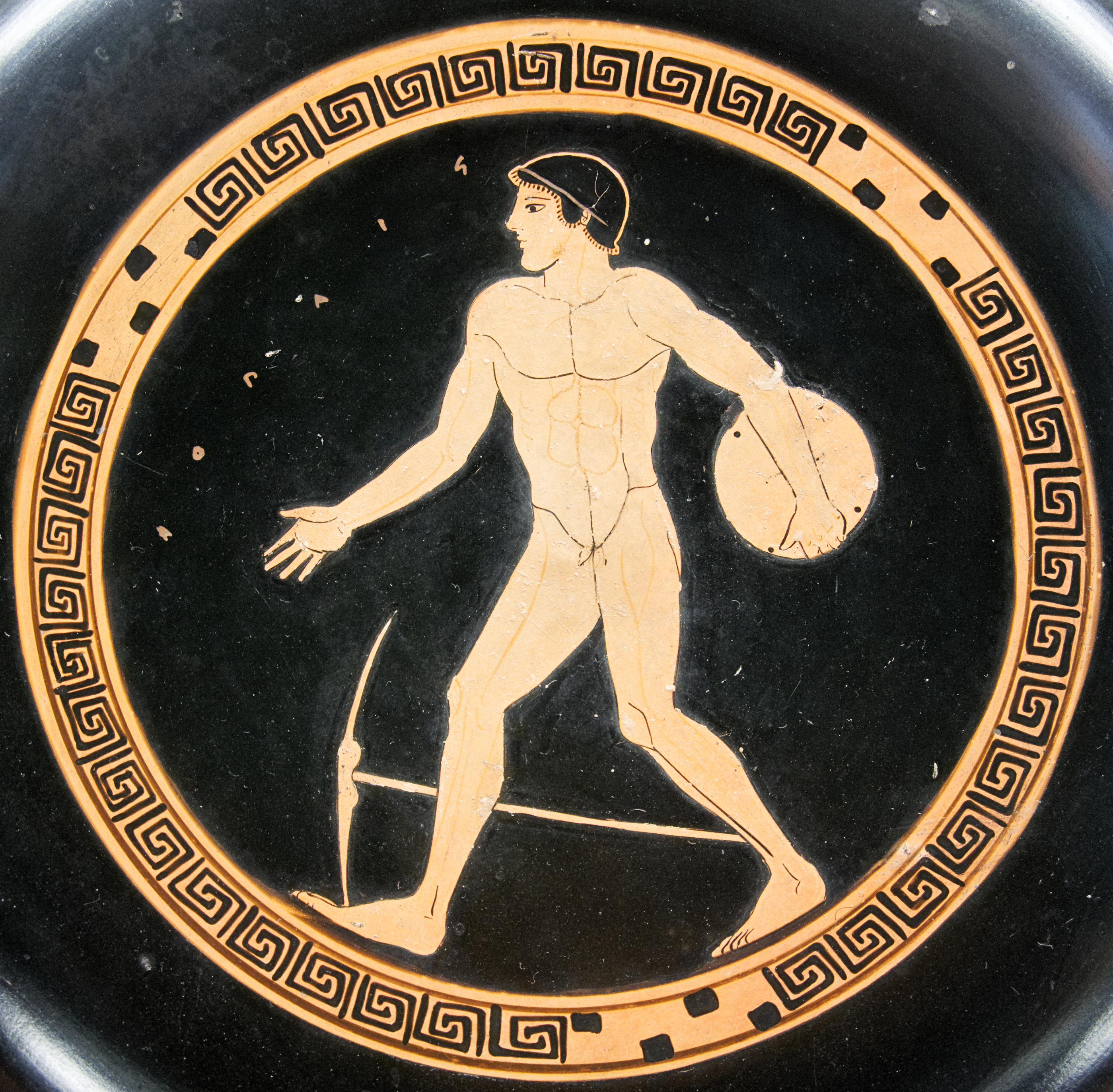
موتیف دیسک‌پران در یک نقش سرخگون آتنی، ca. 490 قبل از میلاد. طرز ایستادن را مقایسه کنید.

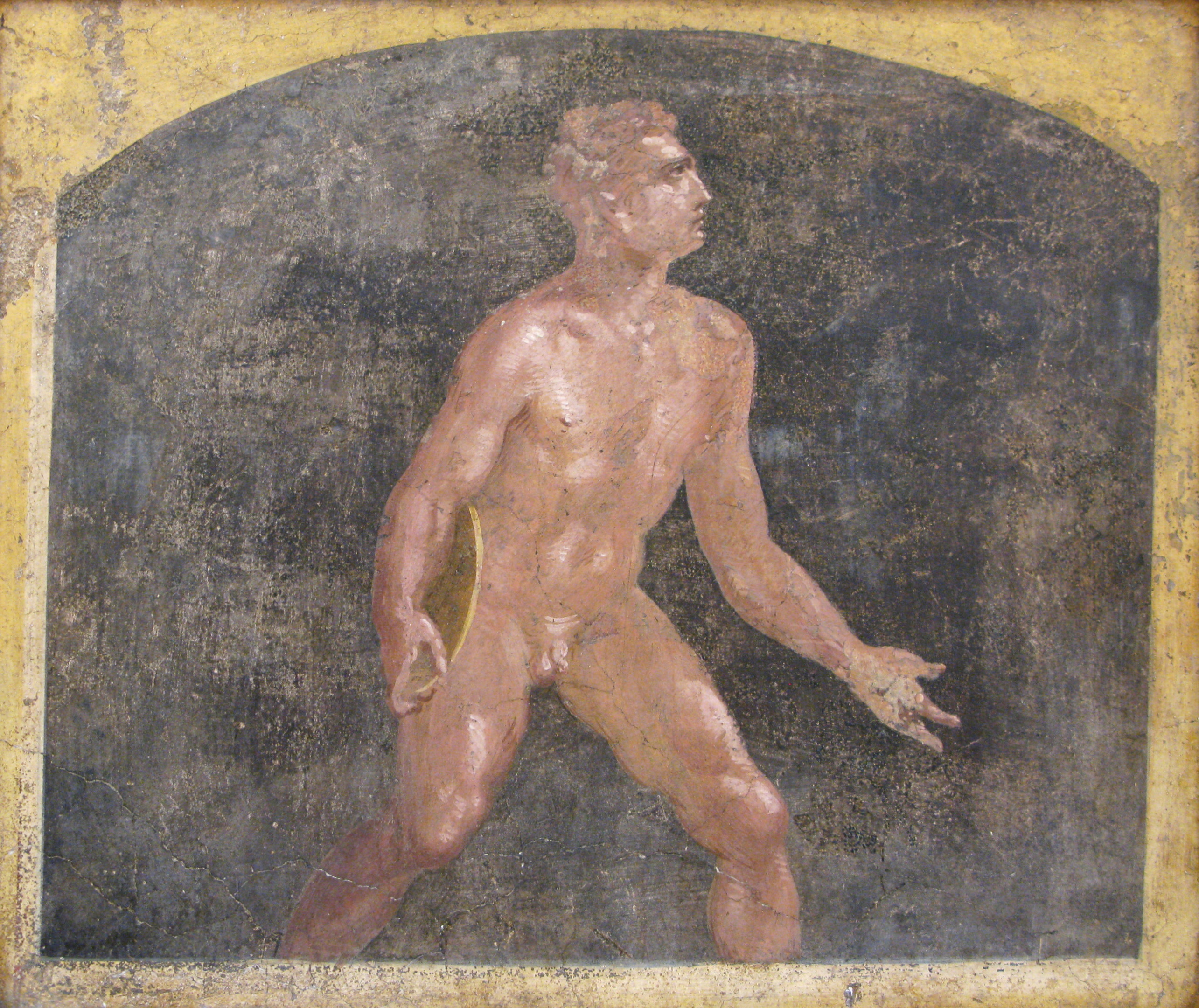
پرتاب کننده دیسک رومی، استابیا ویلا آریانا، سده نخست میلادی

دیسکوبولوس یا مجسمه دیسک‌پران ساخته مایرون یکی از ده مجسمه برتر جهان باستان و از مشهورترین آثار بجامانده از آن دوران به‌شمار می‌رود. در این تندیس مشهور، ورزشکار جوانی را درست در لحظه‌ای که می‌خواهد دیسک سنگینی را پرتاب کند نشان می‌دهد. مجسمه‌ساز حالت خاصی از آرامش را در بدن انسان نشان داده و چهره نیز بیان کنندهٔ وقار، تفکر و خویشتنداری است.
این اثر مشهورترین مجسمه‌ای است که مردی را در حال حرکت ورزشی نشان می‌دهد. شگفتیهای جسم مرد در این پیکره به صورت کامل نمایان شده‌است. بدن، از لحاظ حرکات عضلات و بندها و استخوان‌هایی که در وقت عمل به کار می‌افتند، به‌دقت مورد مطالعه واقع شده‌است. پاها و بازوان و تنه در جهتی خم شده‌اند که کاملترین نیرو را برای پرتاب دیسک ایجاد می‌کنند. چهره بر اثر فشار و اعمال نیرو در هم رفته نیست؛ بلکه دارای آرامشی است که از اعتماد به قدرت حکایت می‌کند. سر، حجیم و خشونت‌آمیز نیست، بلکه به مردی اصیل و مهذب تعلق دارد که حتی اگر می‌خواست، می‌توانست در شمار مؤلفان و مصنفان درآید. این شاهکار فقط یکی از هنرنمایی‌های مایرون بوده‌است، و معاصرانش آن را بسیار ارج می‌نهادند.